# Erol Holawatsch

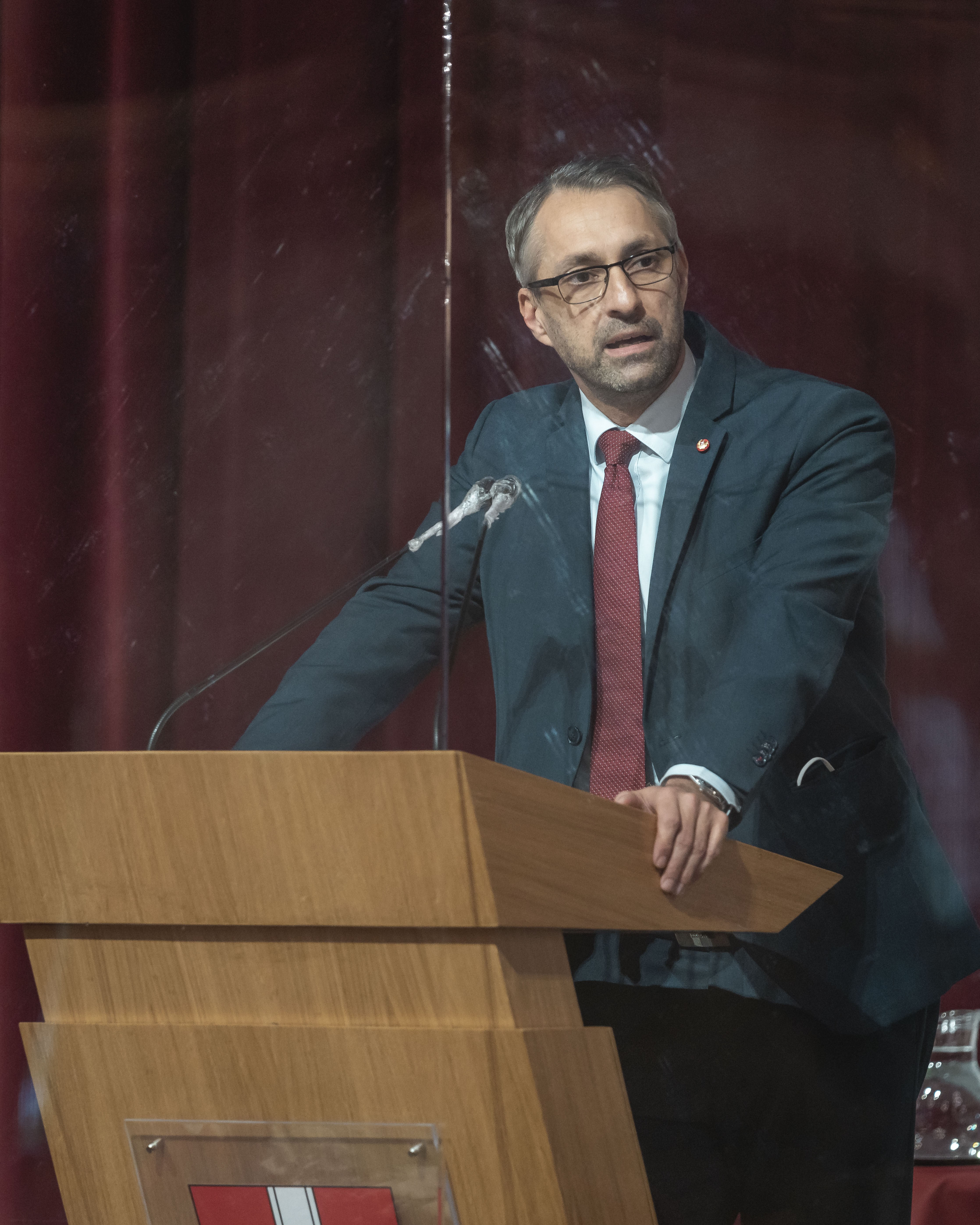
Erol Holawatsch im Wiener Gemeinderat 2020

Erol Holawatsch (* 23. Juli 1977) ist ein österreichischer Politiker (ÖVP). Von 2005 bis 2020 war er Bezirksrat in Wien-Floridsdorf. Ab 2020 bis Juni 2025 war er Mitglied des Wiener Landtags und Gemeinderats.

## Leben
Erol Holawatsch ist im 21. Wiener Gemeindebezirk in Floridsdorf aufgewachsen. Nach seinen Lehren als Maler u. Anstreicher und EDV-Techniker entschied er sich für ein Studium. Er absolvierte die Berufsreifeprüfung und studierte an der Donau-Universität Krems Gesundheitsmanagement.
2007 wurde er Betriebsrat bei der Wiener Gebietskrankenkasse (WGKK) und war bis 2016 als solcher tätig.
2009 wurde er Landesvorsitzender Stellvertreter der FCG/GPA-djp, wobei er ein Jahr später als Landesvorsitzender amtierte. 2010 wurde er zum Bundesvorsitzenden Stellvertreter der FCG/GPA djp gewählt.
Von 2012 bis 2013 absolvierte Erol Holawatsch die höchste Ausbildung des österreichischen Gewerkschaftsbundes, die Sozialakademie (Sozak). Nach Absolvierung des 62. Lehrgangs konnte er als Arbeiterkammerrat der Arbeiterkammer Wien sein Wissen bis 2019 weitergeben.

## Politische Funktionen
Von 2005 bis 2020 war er Mitglied der Bezirksvertretung von Wien-Floridsdorf. Seit 2016 ist er Bezirksparteiobmann der ÖVP Floridsdorf sowie seit 2020 Mitglied des Wiener Landtags und Gemeinderats.
Erol Holawatsch ist als Obmann der Jungen ÖVP Floridsdorf 2005 in die Bezirksvertretung in Wien, Floridsdorf eingezogen. 2015 wurde er geschäftsführender Bezirksparteiobmann. 2016 wurde er zum Bezirksparteiobmann der ÖVP-Floridsdorf gewählt.
2009 wurde er zum ÖAAB-Wien Landesvorsitzenden Stellvertreter gewählt, im selben Jahr übernahm er auch den Posten des ÖAAB Obmannes in Floridsdorf.
2020 kandidierte er als Spitzenkandidat auf der Wahlkreisliste, mit einem Plus von 13,88 % konnte er gleich zwei Grundmandate für seinen Heimatbezirk gewinnen. Somit zog er mit Julia Klika in den Wiener Gemeinderat und Landtag ein.
Am 24. November 2020 wurde er in der konstituierenden Sitzung der 21. Wahlperiode als Abgeordnete zum Wiener Landtag und Mitglied des Wiener Gemeinderates angelobt, wo er Mitglied im Gemeinderatsausschuss Soziales, Gesundheit und Sport sowie im Gemeinderatsausschuss für Innovation, Stadtplanung und Mobilität wurde.
Außerdem sitzt er im Vorstand der Krankenfürsorgeanstalt (KFA).

### Wien Wahl 2020
Bei der Wien Wahl 2020 kandidierte Erol Holwatsch als Spitzenkandidat der Neuen Volkspartei Floridsdorf. Seine wichtigsten Anliegen bei der Wahl waren vor allem sinnvolle Verkehrskonzepte, die Sicherheit der Bürger und bei der fortschreitenden Stadtentwicklung genug Lebensräume zu garantieren. Als Bezirksparteiobmann konnte er mit seinen Anliegen einige Wähler gewinnen und mit einem Ergebnis von 18,11 % (+ 11,63 %) für die Bezirksvertretung einfahren. Durch seine Kandidatur als Spitzenkandidat auf der Wahlkreisliste Floridsdorf konnte er mit 20,41 % in den Wiener Gemeinderat und Landtag einziehen.